# Eukiefferiella debilis
Eukiefferiella debilis är en tvåvingeart som beskrevs av Sinharay, Chaudhuri och Chaudhuri 1978. Eukiefferiella debilis ingår i släktet Eukiefferiella och familjen fjädermyggor. Inga underarter finns listade i Catalogue of Life.